# Hans á Lag
Hans á Lag (ur. 26 września 1974 w Tórshavn na Wyspach Owczych, jako Hans á Lag Jacobsen) - farerski piłkarz, występujący na pozycji obrońcy w klubie HB Tórshavn ze stolicy archipelagu Wysp Owczych.

## Kariera klubowa
Od początku swojej kariery Hans á Lag jest zawodnikiem stołecznego HB Tórshavn. Pierwszy raz w składzie pojawił się w roku 1991, kiedy miał siedemnaście lat. Nie zagrał wtedy jeszcze żadnego spotkania. Na jego pierwszy mecz w barwach klubu trzeba było czekać 10 września 1994 roku, kiedy pojawił się w 73. minucie drugoligowego spotkania B36 Tórshavn II przeciwko NSÍ Runavík II. W tamtym sezonie zagrał w dwóch spotkaniach, został też ukarany jedną żółtą kartką.
W pierwszej lidze archipelagu zagrał w sezonie 1995, wychodząc w pierwszym składzie na mecz przeciwko KÍ Klaksvík, wygrany przez HB Tórshavn 5:0. Hans á Lag został wtedy także ukarany swoją pierwszą żółtą kartką w pierwszej lidze Wysp Owczych. Wystąpił wtedy w dziewięciu meczach swojej drużyny, w tym w finale Pucharu Wysp Owczych. Jego klub ów puchar zdobył, zajmując też drugie miejsce w tabeli 1.deild.
W roku 1996 Hans á Lag rozegrał kolejne mecze w ramach zarówno pierwszego, jak i drugiego składu HB Tórshavn. Wśród nich był jego pierwszy mecz w ramach klubowych rozgrywek europejskich, kiedy HB Tórshavn przegrał z gruzińskim Dinamo Batumi 0:6 8 sierpnia 1996 w ramach rozgrywek Pucharu Zdobywców Pucharów 1996/97. Jego klub zajął wtedy trzecie miejsce w tabeli ligowej i ponownie zdobył Puchar Wysp Owczych.
Podczas kolejnego sezonu Hans á Lag wystąpił tylko raz, w rozgrywkach 3.deild, w barwach drużyny HB Tórshavn III. Został w tym meczu ukarany żółtą kartką.
Znacznie lepszym okazał się dla niego sezon 1998, rozegrał w ramach pierwszoligowego składu dwadzieścia pięć spotkań i zdobył dwie bramki. Jego klub ponownie zdobył Puchar Wysp Owczych. Wywalczył także tytuł mistrza kraju. Podobnie było w czasie sezonu 1999, kiedy á Lag, jako jeden z zawodników podstawowego składu HB Tórshavn, zagrał w dwudziestu dwóch spotkaniach.
Sytuacja taka powtórzyła się w roku 2000, kiedy klub Hansa zdobył drugie miejsce w tabeli. Á Lag zagrał wtedy w dwudziestu pięciu meczach i zdobył dwie bramki. Następny sezon nie był już tak samo udany, jak trzy poprzednie. Zawodnik wystąpił w ośmiu spotkaniach, a jego klub zajął, najniższe od wielu lat, siódme miejsce w tabeli ligowej.
Hans á Lag wrócił do regularnych występów w roku 2002, kiedy zdobył siedem bramek w dwudziestu siedmiu spotkaniach. Sytuacja ta uległa jednak ponownej zmianie na niekorzyść á Laga, który w latach 2003-2004 zagrał jedynie w piętnastu meczach pierwszego składu HB Tórshavn, zdobywszy trzy bramki.
Sezon 2005 był niewątpliwie jednym z lepszych w karierze Hansa á Laga. Powrócił on do pierwszego składu swojej drużyny, zagrał w dwudziestu ośmiu spotkaniach i zdobył trzynaście bramek, z których dwie w ramach Ligi Mistrzów UEFA 2005/06, w meczu przeciwko litewskiemu FBK Kowno, który klub z Wysp Owczych przegrał 2:4. Dobre występy w tamtym roku nie pozwoliły jednak Hansowi na regularną grę w swoim klubie, podczas Sezonu 2006. Zagrał jedynie w siedmiu spotkaniach HB Tórshavn II i zdobył jedną bramkę.
Po raz trzeci odzyskał miejsce w pierwszym składzie, podczas sezonu 2007, kiedy zagrał w dwudziestu ośmiu spotkaniach i strzelił trzy bramki, otrzymując jednak także czerwoną kartkę. Jego klub zajął wtedy trzecie miejsce w tabeli. Stosunkowo podobnie miała się liczba meczów á Laga rok później, zdobył on dwie bramki w dwudziestu siedmiu spotkaniach, a HB Tórshavn został wicemistrzem archipelagu.
Podczas sezonu 2009 Hans á Lag stale utrzymywał się na pozycji jednego z kluczowych zawodników HB Tórshavn. Zagrał wtedy w dwudziestu ośmiu spotkaniach, zdobył sześć goli, a jego klub zajął pierwsze miejsce w tabeli pierwszoligowej.
Obecnie, na jedenaście rozegranych spotkań w ramach sezonu 2010, á Lag dziewięciokrotnie wystąpił w barwach HB Tórshavn i dwukrotnie w barwach HB Tórshavn II.

### Statystyki
| Klub        | Sezon       | Liga           | Liga  | Liga   | Liga         | Liga            | Puchary krajowe | Puchary krajowe | Puchary krajowe | Puchary krajowe | Puchary europejskie | Puchary europejskie | Puchary europejskie | Puchary europejskie | Suma  | Suma   | Suma         | Suma            |
| Klub        | Sezon       | Liga           | Mecze | Bramki | Kartki       | Kartki          | Mecze           | Bramki          | Kartki          | Kartki          | Mecze               | Bramki              | Kartki              | Kartki              | Mecze | Bramki | Kartki       | Kartki          |
| Klub        | Sezon       | Liga           | Mecze | Bramki | Żółte kartki | Czerwone kartki | Mecze           | Bramki          | Żółte kartki    | Czerwone kartki | Mecze               | Bramki              | Żółte kartki        | Czerwone kartki     | Mecze | Bramki | Żółte kartki | Czerwone kartki |
| ----------- | ----------- | -------------- | ----- | ------ | ------------ | --------------- | --------------- | --------------- | --------------- | --------------- | ------------------- | ------------------- | ------------------- | ------------------- | ----- | ------ | ------------ | --------------- |
| HB Tórshavn | 1991        | 1.deild        | 0     | 0      | 0            | 0               | 0               | 0               | 0               | 0               | 0                   | 0                   | 0                   | 0                   | 0     | 0      | 0            | 0               |
| HB Tórshavn | 1994        | 2.deild        | 2     | 0      | 1            | 0               | –               | –               | –               | –               | –                   | –                   | –                   | –                   | 2     | 0      | 1            | 0               |
| HB Tórshavn | 1995        | 1.deild        | 8     | 2      | 0            | 1               | 1               | 0               | 0               | 0               | ?                   | 0                   | ?                   | ?                   | 9+?   | 2      | 0+?          | 1+?             |
| HB Tórshavn | 1995        | 2.deild        | 3     | 0      | 0            | 0               | –               | –               | –               | –               | –                   | –                   | –                   | –                   | 3     | 0      | 0            | 0               |
| HB Tórshavn | 1996        | 1.deild        | 9     | 2      | 2            | 0               | 3               | 1               | 0               | 0               | 1+?                 | 0                   | ?                   | ?                   | 13+?  | 3      | 2+?          | 0+?             |
| HB Tórshavn | 1996        | 2.deild        | 3     | 2      | 0            | 0               | –               | –               | –               | –               | –                   | –                   | –                   | –                   | 3     | 2      | 0            | 0               |
| HB Tórshavn | 1997        | 3.deild        | 1     | 0      | 1            | 0               | –               | –               | –               | –               | –                   | –                   | –                   | –                   | 1     | 0      | 1            | 0               |
| HB Tórshavn | 1998        | 1.deild        | 17    | 0      | 3            | 0               | 8               | 2               | 3               | 0               | ?                   | 0                   | ?                   | ?                   | 25+?  | 2      | 6+?          | 0+?             |
| HB Tórshavn | 1999        | 1.deild        | 13    | 0      | 4            | 0               | 9               | 0               | 0               | 0               | ?                   | 0                   | ?                   | ?                   | 22+?  | 0      | 4+?          | 0+?             |
| HB Tórshavn | 1999        | 2.deild        | 1     | 0      | 1            | 0               | –               | –               | –               | –               | –                   | –                   | –                   | –                   | 1     | 0      | 1            | 0               |
| HB Tórshavn | 2000        | 1.deild        | 17    | 1      | 2            | 1               | 8               | 1               | 1               | 1               | ?                   | 0                   | ?                   | ?                   | 25+?  | 2      | 3+?          | 2+?             |
| HB Tórshavn | 2001        | 1.deild        | 5     | 0      | 0            | 0               | 3               | 0               | 0               | 0               | ?                   | 0                   | ?                   | ?                   | 8+?   | 0      | 0+?          | 0+?             |
| HB Tórshavn | 2002        | 1.deild        | 17    | 7      | 4            | 0               | 10              | 0               | 2               | 0               | –                   | –                   | –                   | –                   | 27    | 7      | 6            | 0               |
| HB Tórshavn | 2003        | 1.deild        | 10    | 2      | 2            | 0               | 0               | 0               | 0               | 0               | ?                   | 0                   | ?                   | ?                   | 10+?  | 2      | 2+?          | 0+?             |
| HB Tórshavn | 2004        | 1.deild        | 1     | 0      | 0            | 0               | 4               | 1               | 0               | 0               | 0                   | 0                   | 0                   | 0                   | 5     | 1      | 0            | 0               |
| HB Tórshavn | 2005        | Formuladeildin | 24    | 11     | 8            | 0               | 2               | 0               | 0               | 0               | 2                   | 2                   | 0                   | 0                   | 28    | 13     | 8            | 0               |
| HB Tórshavn | 2005        | 1.deild        | 1     | 0      | 0            | 0               | –               | –               | –               | –               | –                   | –                   | –                   | –                   | 1     | 0      | 0            | 0               |
| HB Tórshavn | 2006        | 1.deild        | 7     | 1      | 0            | 0               | –               | –               | –               | –               | –                   | –                   | –                   | –                   | 7     | 1      | 0            | 0               |
| HB Tórshavn | 2007        | Formuladeildin | 20    | 3      | 2            | 1               | 6               | 0               | 1               | 0               | 2                   | 0                   | 0                   | 0                   | 28    | 3      | 4            | 1               |
| HB Tórshavn | 2007        | 1.deild        | 1     | 0      | 0            | 0               | –               | –               | –               | –               | –                   | –                   | –                   | –                   | 1     | 0      | 0            | 0               |
| HB Tórshavn | 2008        | Formuladeildin | 24    | 2      | 5            | 0               | 3               | 0               | 0               | 0               | 0                   | 0                   | 0                   | 0                   | 27    | 2      | 5            | 0               |
| HB Tórshavn | 2009        | Formuladeildin | 24    | 5      | 3            | 0               | 3               | 1               | 0               | 0               | 1                   | 0                   | 0                   | 0                   | 28    | 6      | 3            | 0               |
| HB Tórshavn | 2010        | Formuladeildin | 9     | 0      | 2            | 0               | 0               | 0               | 0               | 0               | 0                   | 0                   | 0                   | 0                   | 9     | 0      | 2            | 0               |
| HB Tórshavn | 2010        | 1.deild        | 2     | 0      | 1            | 0               | 0               | 0               | 0               | 0               | 0                   | 0                   | 0                   | 0                   | 2     | 0      | 1            | 0               |
| Suma        | HB Tórshavn | HB Tórshavn    | 220   | 40     | 41           | 3               | 60              | 6               | 7               | 1               | 6+?                 | 2                   | 0+?                 | 0+?                 | 286+? | 48     | 48+?         | 4+?             |
| Suma        | Wszystkie   | Wszystkie      | 220   | 40     | 41           | 3               | 60              | 6               | 7               | 1               | 6+?                 | 2                   | 0+?                 | 0+?                 | 286+? | 48     | 48+?         | 4+?             |

### Osiągnięcia
- Mistrzostwo Wysp Owczych: 1998, 2002, 2003, 2004, 2006, 2009
- Puchar Wysp Owczych: 1995, 1998, 2004
- Superpuchar Wysp Owczych: 2009, 2010